# Meall Greigh
Meall Greigh är ett berg i Storbritannien.   Det ligger i kommunen Perth and Kinross och riksdelen Skottland, i den norra delen av landet, 600 km norr om huvudstaden London. Toppen på Meall Greigh är 1 001 meter över havet, eller 165 meter över den omgivande terrängen. Bredden vid basen är 1,8 km.
Terrängen runt Meall Greigh är huvudsakligen kuperad, men åt sydväst är den bergig.Runt Meall Greigh är det mycket glesbefolkat, med 4 invånare per kvadratkilometer. Närmaste större samhälle är Aberfeldy, 18,8 km öster om Meall Greigh. Trakten runt Meall Greigh består i huvudsak av gräsmarker.